# Gare de Tsukamoto
La gare de Tsukamoto (塚本駅, Tsukamoto-eki) est une gare ferroviaire localisée dans la ville d'Osaka, dans la préfecture éponyme, au Japon. La gare est exploitée par la compagnie JR West, sur la Ligne principale Tōkaidō (ligne JR Kōbe) et la (ligne JR Takarazuka).

## Disposition des quais
La gare de Tsukamoto est une gare disposant de deux quais et de quatre voies.
Cependant, les voies extérieures servent au passage des trains ne s’arrêtant pas à cette gare.
| N° de voie | Ligne      | Direction                                        |
| ---------- | ---------- | ------------------------------------------------ |
| 1          | ▆JR Kôbe   | Passage                                          |
| 2          | ■ JR Kyôto | Ôsaka/Shin-Ôsaka/Takatsuki/Kyôto                 |
| 3          | ■ JR Kôbe  | Himeji/Sannomiya 『▆ JR Takarazuka/Fukuchiyama』 |
| 4          | ▆JR Kôbe   | Passage                                          |

## Gares/Stations adjacentes
| JR West               |                                     |                                     |                                     |                 |
| Direction Kôbe        | Ligne Tōkaidō (Ligne JR Kôbe)       | Ligne Tōkaidō (Ligne JR Kôbe)       | Ligne Tōkaidō (Ligne JR Kôbe)       | Direction Ôsaka |
| Pas de service        |                                     | Special Rapid Service 新快速        |                                     | Pas de service  |
| Pas de service        |                                     | Rapid Service 快速                  |                                     | Pas de service  |
| Amagasaki             |                                     | Local 普通                          |                                     | Ôsaka           |
| Direction Fukuchiyama | Ligne Tōkaidō (Ligne JR Takarazuka) | Ligne Tōkaidō (Ligne JR Takarazuka) | Ligne Tōkaidō (Ligne JR Takarazuka) | Direction Ôsaka |
| Pas de service        |                                     | Tambaji Rapid Service 快速          |                                     | Pas de service  |
| Pas de service        |                                     | Rapid Service 快速                  |                                     | Pas de service  |
| Amagasaki             |                                     | Local(JR Kyôto) 普通                |                                     | Ôsaka           |